# Hebert (Berg)
Der Hebert ist ein 518,8 m ü. NHN hoher Berg und nach dem Königstuhl (570 m ü. NHN) der zweithöchste Berg im Kleinen Odenwald.

## Geographie
Der Hebert wird an seiner Nord- und Ostflanke vom Neckar umflossen. Nördlich des Berges liegt die Stadt Eberbach, südlich des Hebert der Ortsteil Schwanheim der Gemeinde Schönbrunn. Im Norden und Osten fallen die Hänge des Hebert steil zum Neckar ab, bei einer Höhendifferenz von fast 400 m.

## Sehenswürdigkeiten
Am südlichen Teil des Hebert befindet sich das Kirchel, die Ruine einer 1516 erbauten katholischen Wallfahrtskapelle.

## Wirtschaft
Im Jahr 1962 plante die Neckar AG ein Pumpspeicherkraftwerk mit einem neun Hektar großen Betonbecken auf dem Gipfel des Heberts, neben dem Kirchel. Fast 400 m tiefer am Neckar sollte das zugehörige Wasserkraftwerk stehen. Das Projekt wurde befürwortet, aber nicht verwirklicht.
2019 war ein geplanter Standort von Windkraftanlagen am Gipfel des Hebert umstritten.